# UDIK
UDIK (bosensky: Udruženje za društvena istraživanja i komunikacije) je bosenská nevládní nezisková organizace pro lidská práva a mezinárodní humanitární právo, založená v roce 2013 v souvislosti s konflikty v bývalé Jugoslávii. UDIK má své kanceláře v Sarajevu a Brčku. Zakladatelem a koordinátorem UDIKu je Edvin Kanka Ćudić.

## Činnost
UDIK se věnuje primárně dokumentování genocidy, válečných zločinů a porušování lidských práv na území Bosny a bývalé Jugoslávie. Kromě toho se snaží tyto zločiny připomínat a upozorňovat na ně veřejnost. Snaží se i o aktivismus, vzdělávání a prevenci proti nacionální nenávisti.
Kromě své hlavní činnosti se věnují i ženským právům, právům LGBT a romské menšině.